# كيلي ثورنتون
كيلي ثورنتون (بالإنجليزية: Kelly Thornton)‏ هي ممثلة أيرلندية، ولدت في 13 أبريل 1997 بدبلن في جمهورية أيرلندا.

## وصلات خارجية
- كيلي ثورنتون على موقع IMDb (الإنجليزية)
- كيلي ثورنتون على موقع قاعدة بيانات الفيلم (الإنجليزية)